# العلاقات الصينية الليبيرية
العلاقات الصينية الليبيرية هي العلاقات الثنائية التي تجمع بين الصين وليبيريا.

## مقارنة بين البلدين
هذه مقارنة عامة ومرجعية للدولتين:
| وجه المقارنة                                              | الصين                    | ليبيريا      |
| --------------------------------------------------------- | ------------------------ | ------------ |
| المساحة (كم2)                                             | 9.60 مليون               | 111.37 ألف   |
| عدد السكان (نسمة)                                         | 1.33 مليار               | 4.73 مليون   |
| الكثافة السكانية (ن./كم²)                                 | 138.54                   | 42.47        |
| العاصمة                                                   | بكين                     | مونروفيا     |
| اللغة الرسمية                                             | اللغة الصينية القياسية   | لغة إنجليزية |
| العملة                                                    | رنمينبي                  | دولار ليبيري |
| الناتج المحلي الإجمالي (بليون دولار)                      | 12.24 تريليون            | 2.16 مليار   |
| الناتج المحلي الإجمالي (تعادل القوة الشرائية) بليون دولار | 19.82 تريليون            | 3.76 مليار   |
| الناتج المحلي الإجمالي الاسمي للفرد دولار أمريكي          | 8.03 ألف                 | 455          |
| الناتج المحلي الإجمالي للفرد دولار أمريكي                 | 13.21 ألف                | 842          |
| مؤشر التنمية البشرية                                      | 0.728                    | 0.430        |
| رمز المكالمات الدولي                                      | +86                      | +231         |
| رمز الإنترنت                                              | .cn، .中国 ‏، .中國 ‏      | .lr          |
| المنطقة الزمنية                                           | توقيت الصين، ت ع م+08:00 | 00           |

## منظمات دولية مشتركة
يشترك البلدان في عضوية مجموعة من المنظمات الدولية، منها:
| علم المنظمة | اسم المنظمة                               | تاريخ انضمام الصين | تاريخ انضمام ليبيريا |
| ----------- | ----------------------------------------- | ------------------ | -------------------- |
|             | مؤسسة التنمية الدولية                     | 24 سبتمبر 1960     | 28 مارس 1962         |
|             | البنك الإفريقي للتنمية                    | ?                  | ?                    |
|             | مؤسسة التمويل الدولية                     | 15 يناير 1969      | 28 مارس 1962         |
|             | منظمة حظر الأسلحة الكيميائية              | ?                  | ?                    |
|             | الأمم المتحدة                             | 25 أكتوبر 1971     | 2 نوفمبر 1945        |
|             | الاتحاد الدولي للاتصالات                  | 1 سبتمبر 1920      | 10 أكتوبر 1927       |
|             | منظمة الشرطة الجنائية الدولية             | ?                  | ?                    |
|             | البنك الدولي للإنشاء والتعمير             | 27 ديسمبر 1945     | 28 مارس 1962         |
|             | الاتحاد البريدي العالمي                   | ?                  | ?                    |
|             | المركز الدولي لتسوية المنازعات الاستشارية | 6 فبراير 1993      | 16 يوليو 1970        |
|             | وكالة ضمان الاستثمار متعدد الأطراف        | 30 أبريل 1988      | 12 أبريل 2007        |
|             | يونسكو                                    | 4 نوفمبر 1946      | 6 مارس 1947          |

## وصلات خارجية
- موقع وزارة الخارجية الصينية
- موقع وزارة الخارجية الليبيرية